# Jennifer Blushi
Jennifer Leigh Blushi (23 de juliol del 1984) és una actriu nord-americana nativa d'East Bridgewater, Massachusetts.
El seu paper més conegut fins ara ha estat el d'Andrea Nelson, la noia que crida l'atenció sentimental de Ryan Evans a High School Musical 2, pel·lícula icona enregistrada l'estiu del 2007.
Als seus primers anys treballà principalment com a actriu de teatre, arribant a compartir escenari amb Donny Osmond a Joseph and the Amazing Technicolor Dreamcoat, així com altres produccions a Boston, Nova York, Las Vegas i Washington D.C..